# 常岡浩介
常岡 浩介（つねおか こうすけ、1969年7月1日 - ）は、日本のフリージャーナリスト。東京都中野区在住。イスラム改宗後のムスリム名はシャミル。

## 経歴
長崎県島原市生まれ。青雲高等学校から早稲田大学人間科学部に進学。大学在学中にアルジェリア、リビアなどの紛争地を旅した。
1994年、長崎放送報道部記者に。長崎県警察の内部犯罪を取材、発表。記者になってから4年半後に退社し、1998年からイスラム世界各地の戦場で取材を行う。
2000年2月にモスクワでイスラムに改宗。
一時期、アジアプレス・インターナショナルに所属していたが、2001年3月にメンバー資格剥奪。
2001年6月、ジョージア、アブハジア取材中に行方不明と報道される。同年12月にジョージア政府から日本大使館員に引き渡され帰国。
2003年1月、インテルファクス通信から「日本国籍のチェチェン国際テロリスト」と名指しで報道される。
2004年、ロシアイングーシ共和国にて取材中、「所持している衛星携帯にGPSが付いている」という理由でロシア秘密警察に身柄を拘束される。16日間の拘束後、1000ルーブルの罰金刑を受け、ロシアを国外退去に。
2010年4月1日、アフガニスタン、クンドゥーズ州イマム・サヒーブ郊外にてターリバーン幹部を取材直後、現地で地域警察として活動している政府側組織ヒズビ・イスラミ・ムタッヒド（統一イスラム党）の腐敗分子によって誘拐される。同年9月に無償解放。犯人グループはターリバーンに成りすまし、在カブール日本大使館に電話で身代金要求などを繰り返していたが、日本政府は徹底拒否した。
2011年9月17日、パキスタンで取材活動を行っていた最中、首都イスラマバードからクエッタに向けて移動するために立ち寄ったベナジル・ブット国際空港にて、同行の中田考とともにパキスタン軍統合情報局（ISI）に拘束される。中田は数時間後に解放されるも常岡は空港ロビーで9月22日まで6日間拘束され続け、強制送還により帰国。拘束していた情報機関職員は日本政府、それも「日本の情報機関」からの依頼による拘束と説明していた。日本外務省は依頼した事実を否定しながら、国際法に違反して日本国民を拘束したはずのパキスタン政府への抗議も行わなかった。地元の英字紙DAWNの報道によると、常岡がパキスタンからアフガニスタンに越境しターリバーンに参加して米軍を攻撃しようとしているという情報提供があったためにISIが拘束したとしている。拘束中に大量の蚊に刺されたためにデング出血熱に罹患する。
2012年6月、同志社大学と協力して常岡、中田考らはターリバーン公式代表らを京都に招聘。30年以上続くアフガニスタン内戦で初めて、カルザイ政権とターリバーンの双方の代表者が、一つのテーブルに就き、和平について協議を行った。これを受けて、翌7月、東京で開かれたアフガニスタン支援国会議で、米国のヒラリー・クリントン国務長官（当時）、パキスタンのカル外相、アフガニスタンのカルザイ大統領（当時）が共同声明を出し、三ヶ国が協力してターリバーンとの和平交渉を推進すると宣言した。来日したターリバーン代表ムハンマド・ディーン・ハニーファは国連のターリバーン制裁リストに載っている人物であり、外国旅行が禁じられていたはずだが、パキスタンのアフガン領事館でアフガニスタンのパスポートを取得し、カタールを経由して来日し、日本側では岡田克也外務大臣（当時）が決裁していた。のちにロシアが「制裁違反」であるとして日本に抗議したが、日本は無視している。
2016年11月1日までに、クルディスタン地域政府 (KRG) に拘束されていたことが分かったが、11月7日に解放された。
2019年1月にイエメン入りしようとした際、経由地のオマーンで入国を拒否され強制送還された。その後、スーダン経由で再度イエメン入りを試みたところ、2月に、旅券法の渡航先の法規で入国を認められない場合、返納を命じることができるとする規定により、外務省から旅券返納命令を受けた。同年4月24日、常岡は国を相手に返納命令の取り消しを求めて東京地裁に提訴した。
2024年1月19日、東京地裁（篠田賢治裁判長）は、常岡は旅券法が定める発給制限の対象に当たると判断し、常岡の請求を棄却した。判決は、オマーンでの入国拒否によって、常岡は発給制限の対象になると判断。また、常岡が国際テロ組織の幹部らと友好関係にあったと報道されていたことなどから、海外渡航を許可するのは「日本の国際社会における信用を損なう」と述べ、命令の違法性を否定した。

## 過激派組織ISILとの関係
- 2014年10月に当時26歳の北海道大学の学生がISILで戦闘員になるために渡航を試みた私戦予備・陰謀事件で、参考人として警視庁公安部外事第三課による家宅捜索を受け、パソコンや周辺機器、携帯電話などを押収された[23]。2019年7月3日、元学生やイスラム法学者の中田考ら4名と共に私戦予備・陰謀容疑で書類送検された[24]。7月22日、東京地方検察庁は常岡含む5人全員を不起訴処分とした[25]。
- ISILによる日本人拘束事件に関連して2015年1月22日に記者会見を行い、ISILに誘拐されている日本人2人の解放について、同国[26]高官と話し合う用意があると述べた。また、ISILに拘束されていた湯川遥菜の救援を上述の家宅捜索によって妨害したとして、警視庁公安部の捜査を批判した[27]。

## 主な著書
- 『ロシア 語られない戦争 チェチェンゲリラ従軍記』アスキー・メディアワークス/角川グループパブリッシング、2008年。

### 共著
- 画：にしかわたく 岡本まーこ『常岡さん人質になる。』エンターブレイン、2011年。
- 八木啓代、上杉隆ほか『リアルタイムメディアが動かす社会:市民運動・世論形成・ジャーナリズムの新たな地平』東京書籍、2011年。
- 常岡浩介、高世仁『イスラム国とは何か』旬報社、2015年